# Ivan Klicpera
Ivan Klicpera (9. září 1845 Hradec Králové  – 17. února 1881 Praha) byl syn Václava Klimenta Klicpery z jeho druhého manželství, český spisovatel.

## Život

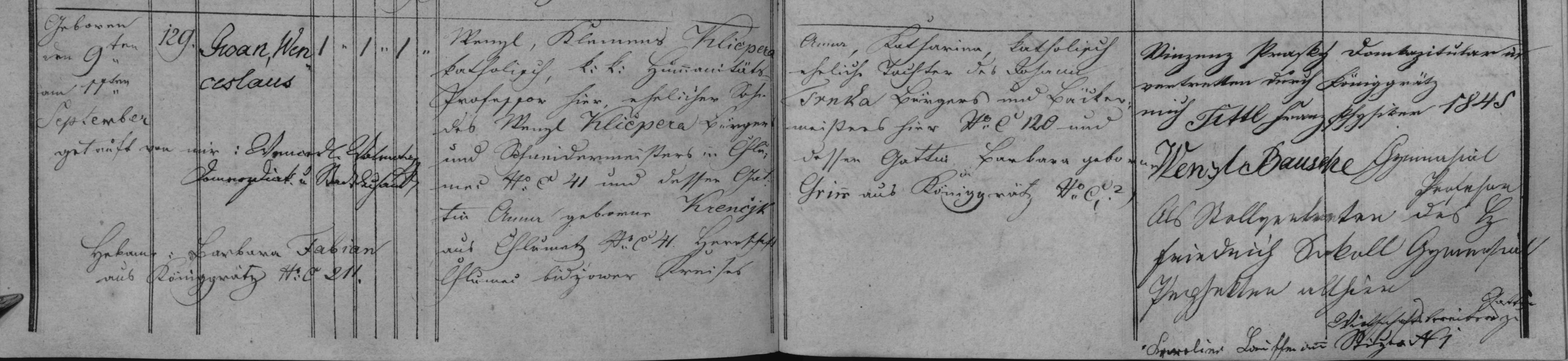
Ivan Klicpera, Záznam o narození a křtu, 1845

Narodil se v Hradci Králové, jako nejmladší syn dramatika Václava Klimenta Klicpery. Ten se po předčasném úmrtí první manželky Anny (rozené Švamberkové) v roce 1838 oženil s Annou Trnkovou, pozdější matkou Ivana Klicpery.
Roku 1846 získal Václav Kliment Klicpera profesorské místo v Praze a rodina se do hlavního města přestěhovala.
Z prvního manželství přivedl Václav Kliment Klicpera do nové rodiny pět dětí, o které se Anna Klicperová-Trnková starala. Další děti se narodily v novém manželství, vyššího věku se však dožil pouze Ivan Klicpera. Ten vystudoval Akademické gymnázium a v letech 1865-1869 studoval právnickou fakultu. Od roku 1867 pracoval při studiu jako advokátní koncipient. Doktorské zkoušky z důvodu těžké choroby nevykonal.
Posledních dvanáct let svého života trpěl Ivan Klicpera plicní chorobou. Téměř nevycházel z domu a ošetřovala ho jeho matka Anna Klicperová (Trnková). Byl pochován na pražských Olšanských hřbitovech.

## Dílo
Nejúspěšnější román Ivana Klicpery Jindra vyšel více než třicetkrát v letech 1876-1947, novodobé upravené vydání pod titulem Jindra, hraběnka Ostrovínová ještě v roce 1992; román byl třikrát zfilmován a uváděn v divadelních adaptacích. Jednalo se o předchůdce tzv. dívčích románů. Práce Ivana Klicpery vycházely též časopisecky. V pracích s historickými náměty nedosáhl úrovně současníka Václava Beneše Třebízského.

### Knižní vydání (pouze první vydání)
- Vácslav Kliment Klicpera, nástin životopisný (Ivan Klicpera pod šifrou J.K. a Emil Semerád pod šifrou E.S., v Chlumci n. Cidlinou, Výbor pro zbudování pomníku Klicperova, 1874)[5]
- Jindra, obraz z našeho života (V Praze, Theodor Mourek, 1876)
- Čeští vyhnanci (historický obraz z třicetileté války, v Praze, nákladem Spolku pro vydávání laciných knih českých, 1878)
- Bitva u Lipan (historický román, v Praze, nákladem spolku pro vydávání laciných knih českých, 1879)
- Moje první láska a jiné novely /(ilustroval Karel Šimůnek, Praha, A. Neubert, 1918)
- Srdce v poutech ; Za oknem ; Na pile (novely, ilustroval Karel Šimůnek, v Praze, A. Neubert, 1918)
- Suplentova sázka a jiné novely (ilustroval Karel Šimůnek, Praha, A. Neubert, 1918)
- Za štěstím ; Adéla ; Julinka ; Zvadlá růže (Novely, ilustr. Karel Šimůnek, Praha, A. Neubert, 1918)
- Na stráži (pověst ze Šumavy, Olomouc, K. Slavíček, 1919) Zobrazení exemplářů s možností jejich objednání
- Touha po štěstí (román ze života umělcova, Praha, Hladík a Ovesný, 1929)

### Filmografie
Na námět románu Jindra byly natočeny tři filmy:
- Jindra (1919, němý film, režie Oldřich Kmínek)
- Jindra, hraběnka Ostrovínová (1924, němý film, režie Václav Kubásek)
- Jindra, hraběnka Ostrovínová (1934, režie Karel Lamač)

### Divadelní dramatizace
Román Jindra byl pod titulem Jindra, hraběnka Ostrovínová též zdramatizován, od roku 1917 uváděn pražským Švandovým divadlem. Pražské Divadlo komedie uvádělo adapatci jako dvoudílnou s tituly Jindra a Jindra, hraběnka Ostrovínová a v roce 1934 dostal román podobu operety s hudbou Rudolfa Piskáčka.

## Zajímavost
Mimo svou volnou literární činnost byl Ivan Klicpera též propagátorem díla svého otce. S Emilem Semrádem sepsal Klicperův životopis a v tisku zveřejňoval dopisy, které obdržel od různých osobností.